# Izydor Matuszewski
Izydor Matuszewski (ur. 4 listopada 1942 w Myczkowie) – duchowny rzymskokatolicki, paulin, dwukrotny przeor klasztoru paulinów na Jasnej Górze oraz dwukrotny generał Zakonu Świętego Pawła Pierwszego Pustelnika.

## Życiorys
Ojciec Izydor Matuszewski pochodzi z archidiecezji przemyskiej. Do Zakonu Paulinów wstąpił w 1960, składając 2 lutego 1963 profesję zakonną. Następnie odbył studia filozoficzno-teologiczne w Wyższym Seminarium Duchownym Zakonu Paulinów na Skałce w Krakowie. Święcenia kapłańskie otrzymał z rąk biskupa Tadeusza Szwagrzyka na Jasnej Górze, 21 czerwca 1973.
Jako młody zakonnik prowadził działalność duszpasterską z młodzieżą w Kaplicy Św. Józefa na Halach przy Jasnej Górze. W międzyczasie studiował na Akademii Teologii Katolickiej w Warszawie, gdzie uzyskał tytuł magistra teologii z zakresu homiletyki.
W dniu 4 sierpnia 1975 został mianowany kustoszem Sanktuarium jasnogórskiego. Po dwóch latach został przeniesiony do pracy duszpasterskiej w parafii do Oporowa, a po następnych dziewięciu miesiącach decyzją władz Zakonu, 28 marca 1978 powrócił na Jasną Górę, by ponownie pełnić funkcję kustosza Sanktuarium do dnia 6 maja 1996, kiedy to został mianowany na 92. z kolei przeora klasztoru jasnogórskiego. Zastąpił na tym stanowisku o. Szczepana Kośnika. Z początkiem kadencji ofiarował on 19 października 1997 do sali sejmowej dębowo-hebanowy krzyż pochodzący z Jasnej Góry. W maju 1999, decyzją generała Zakonu o. Stanisława Turka został ponownie mianowany na drugą kadencję. Urząd przeora pełnił przez 6 lat. W tym okresie przeprowadzono na Jasnej Górze wiele prac konserwatorskich, remontowych i inwestycyjnych, dla których jako przeor pozyskał licznych sponsorów.
9 marca 2002 został nowym, 85. z kolei generałem Zakonu Paulinów, zastępując w tej godności o. Stanisława Turka. Wyboru dokonała Kapituła Generalna Zakonu Paulinów. Podczas tej kadencji gościł on na Jasnej Górze 26 maja 2006 pielgrzymującego papieża Benedykta XVI. 25 lutego 2008 ponownie wybrano go na generała paulinów. W dniu 2 lipca 2011 brał on udział w uroczystości rekoronacji Cudownej Figury Matki Bożej w Sanktuarium Matki Bożej Leśniowskiej Patronki Rodzin dokonanej przez abp. Stanisława Nowaka, ofiarując perłowy różaniec Jana Pawła II z Jasnej Góry jako wotum do biżuterii nowych koron. Funkcję Przełożonego Generalnego o. Izydor pełnił do następnej Kapituły wyborczej, kończąc urzędowanie 1 marca 2014. W dniu 6 marca 2014, Kapituła Generalna wybrała na generała dotychczasowego Wikariusza Generalnego Zakonu, o. Arnolda Chrapkowskiego.

## Publikacje
- O. Izydor Matuszewski OSPPE: Matko ludzkich pragnień, Wyd. Soli Deo, Warszawa 2002, stron: 480, ISBN 83-88202-16-2[6]

- Adam Bujak, o. Jan Golonka, o. Izydor Matuszewski, o. Bogdan Waliczek: Jasna Góra Częstochowa, Wyd. Biały Kruk, stron: 320, ISBN 978-83-7553-032-2[7]